# Kwidzyński
Kwidzyński là một huyện thuộc tỉnh Pomorskie của Ba Lan. Huyện có diện tích 835 km². Đến ngày 1 tháng 1 năm 2011, dân số của huyện là 82042 người và mật độ 98 người/km².